# Sebastián Trillini
Sebastián Trillini (né le 16 avril 1994 à Buenos Aires) est un coureur cycliste argentin. Il participe à des épreuves sur route et sur piste. 

## Palmarès sur route

### Par année
- 2010
  -  Champion d'Argentine du contre-la-montre cadets
  - 3e du championnat d'Argentine sur route cadets
- 2012
  -  Champion panaméricain du contre-la-montre juniors
  -  Champion d'Argentine du contre-la-montre juniors
  -  Médaillé de bronze du championnat panaméricain sur route juniors
- 2014
  - 2e étape du Tour de San Rafael
  - 4e étape du Tour de Walla Walla
- 2015
  -  Médaillé d'argent du championnat panaméricain du contre-la-montre espoirs
- 2018
  - 1re étape de la Doble Bragado
  - 2e de la Doble Bragado
- 2023
  - 3e épreuve du Campeonato Invierno de Montevideo

### Classements mondiaux
| Année            | 2015 | 2016 | 2017 |
| ---------------- | ---- | ---- | ---- |
| UCI America Tour | 201e | 331e | 202e |

## Palmarès sur piste

### Championnats panaméricains
- Aguascalientes 2016
  -  Médaillé de bronze de la course à l'américaine (avec Rubén Ramos).
- Couva 2017
  -  Médaillé d'argent de la course à l'américaine (avec Tomás Contte).

### Championnats nationaux
- 2014
  -  Champion d'Argentine de poursuite par équipes (avec Cristian Clavero, Walter Trillini et Juan Manuel Gomes)